# Se, mot aftonen det lider
Se, mot aftonen det lider är en sång från 1904 med text och musik av Otto Lundahl.

## Publicerad i
- Frälsningsarméns sångbok 1929 som nr 488 under rubriken "De yttersta tingen och himmelen".
- Musik till Frälsningsarméns sångbok 1930 som nr 488.
- Frälsningsarméns sångbok 1968 som nr 565 under rubriken "Evighetshoppet".
- Frälsningsarméns sångbok 1990 som nr 706 under rubriken "Framtiden och hoppet".